# Basedth
Basedth (tiếng Khmer: ស្រុកបាសិត) là một huyện (srok) ở phía nam của tỉnh Kampong Speu, miền nam Campuchia. Huyện lỵ là thị trấn Basedth các tỉnh lỵ Kampong Speu 50 km về phía nam theo đường bộ. Huyện có ranh giới với tỉnh Kampot và tỉnh Takeo ở phía nam.Quốc lộ 3 tạo thành ranh giới phía đông của huyện. Huyện có đất đai bằng phẳng tạo điều kiện cho phát triển nông nghiệp, phục vị cho một lượng dân số đông đảo.

## Vị trí
Basedth nằm ở phía nam của tỉnh và có ranh giới với các tỉnh Kampot và Takeo. Theo chiều kim đồng hồ từ phía bắc, Basedth có ranh giới với huyện Samraong Tong ở phía bắc. Phía đông bắc là huyện Kong Pisei. Phía đông là huyện Samraong của tỉnh Takeo. Phía nam là huyện Tram Kak cũng thuộc tỉnh Takeo. Ranh giới phía tây của Basedthl giáp với huyện Phnom Sruoch của tỉnh Kampong Speu.

## Hành chính
| Khum (Xã)        | Phum (Làng) |
| ---------------- | --- |
| Basedth          | Preychertel, Preykoktrob, Preykley, Trapangchuk, Bangsangker, Bangtnong, Srae Traok, Tmat Leng, Sampoar, Chamkar Tuol, Prey Rumduol Khang Kaeut, Prey Rumduol Khang Tboung, Boeng Stok, Prey Rumduol Khang Lech, Prey Rumduol Khang Cheung, Tuol Khcheay, Khpob Veaeng, Kanlang, Chas, Trapeang Phong, Kromhun, Ta Prach |
| Kat Phluk        | Kraol Krasang, Roka kaong, Prey Sampoar, Thlok Bei, Veal Lvieng, Youl Toung, Roka Thum, Phnum Koub, Chambak, Ou, Trapeang Peuk |
| Nitean           | Dei Kraham, Trapeang Tuk, Tram Kang, Hangs, Trapeang Sdau, Trapeang Chhuk, Noreay, Trapeang Khyang, Trapeang Khnar, Trapeang Sala, Pou Tbaeng, Krasang Ta Kong, Trapeang Andoung, Trapeang Rumdenh, Serei Andaet |
| Pheakdei         | Chrak Preal, Prey Rumdael, Prey Khla, Chhuk Roatn, Kouk Kandal, Sahakkom Khang Kaeut, Sahakkom Khang Lech, Ou Ta Pung, Ta Nok |
| Pheari Mean Chey | Preah Mlob, Thmei, Prey Kanhchan, Das Skor, Prey Ngoung, Pheari, Ta Thomm, Trapeang Phlong, Prey Roung, Ta Saom Ak, Samraong Pong Tuek, Sach Trei, Tuek Thla |
| Phong            | Boeng Ta Mom, Tuol, Thmei, Sambour Meas, Kanlang Chum, Prey Monou, Trapeang Tuek Chrov, Trapeang Veaeng, Chhuk Kieb, Trapeang Lieb, Dambouk Khpos, Tuol Phngeas, Srae Roluos |
| Pou Angkrang     | Trapeang Prei, Sangkom Mean chey, Trapeang Chhuk, Kandaol, Pou Thum, Pou Kandal, Prey Edth, Chranieng Chas, Chranieng Thmei, Prey Khla, Trapeang Kak, Serei Chuob Chum, Trakuon, Trapeang Trakiet, Kranhung, Serei Phoat, Prey Sroul, Noreay, Prey Ta Phem                                                               |
| Pou Chamraeun    | Khley Chas, Khley Thmei, Trapeang Samraong, Sakkareak, Phnum Touch, Angk Ta Am, Srae Kuy, Trapeang Trayueng, Leang Chey Thmei, Trapeang Totuem, Leang Chey Chas, Prey Tbaeng, Prey Khlong, Khpob Run |
| Pou Mreal        | Angk Daek Kandal, Chambak Run Khang Tboung, Srae Khnhaer, Chambak Run Khang Cheung, Mreal Thum, Mreal Tnaot Khang Cheung, Mreal Tnaot Khang Tboung, Ou Char, Pou, Salam, Trapeang Khnar, Rumdaoh Thmei, Chamraeun Phal, Ta Daeng Thmei, Ta Nuon, Ta Daeng Chas, Prey Tbaeng, Prey Khle                                   |
| Svay Chacheb     | Sdok, Popul, Chacheb, Chek, Anlong Leak, Ruessei Yul, Andoung Lvea, Char, Trapeang Khtum, Trapeang Thlok, Khnach Kantuot, Chrey, Pongro, Troyueng Ter, Sangkae Leak |
| Toul Ampil       | Sangkream Bour, Roka Pok, Trapeang Chumrov, Trapeang Khyang, Prey Peay, Prey Khla, Angk Kdei, Trapeang Tonloab, Damnak Trach, Prey Sralaeng, Angk Rongeang, Mi Leav, Kae Sraeng, Phan, Ta Meun |
| Toul Sala        | Tuol Sala, Ta Am, Kaoh Chheu Teal, Svay Rumpea, Doun Penh, Rumluek, Prey Rongeang, Pring, Ta Tov, Ou, Thlok, Srae Khle, Tnaot, Changriek, Veal, Khla Chol, Trapeang Kak |
| Kak              | Ta Reach, Toap Mreak, Krang Traok, Trapeang Teab, Trapeang Krasang, Prey Chhnuol, Ruessei Veal, Kbal Thnal, Trapeang Pring, Trapeang Chhuk, Khnar, Cheung Phnum, Prech, Phchoek |
| Svay Rumpea      | Tram Sasar, Kbier, Phsar Slab Leaeng, Ou Preal, Prey Dob, Slaeng, Trapeang Sya, Srae Pring, Thlok, Slab Leaeng, Kreul, Tuol, Khnar Ta Nong, Kandieng |
| Preah Khae       | Tnaot Muoy daeum, Prey Ba Krong, Boeng, Trapeang Veaeng, Khnang Phum, Thnal dach, Thnal, Khlouk, Trapeang Prei |

## Nhân khẩu
Theo thống kê năm 1998, dân số toàn huyện là 108.648 người thuộc 21.288 hộ gia đình. Xét theo giới tính là 51.175 nam (47,1%) và 57.473 nữ (52,9%). Với dân sô trên 100.000 người, Basedth là huyện đông dân thứ hai tại Kampong Speu, chỉ sau huyện Samraong Tong.